# Мирное (Новоаненский район)
Мирное (рум. Mirnoe) — село в Новоаненском районе Молдавии. Наряду с сёлами Чобановка, Балмаз и Новотроицкое входит в состав коммуны Чобановка.

## География
Село расположено на высоте 60 метров над уровнем моря.

## История
До 9.11.1961 г. носило название Дундук.

## Население
По данным переписи населения 2004 года, в селе Мирное проживает 205 человек (103 мужчины, 102 женщины).
Этнический состав села:
| Национальность | Число жителей | Процентный состав |
| -------------- | ------------- | ----------------- |
| молдаване      | 84            | 40.98             |
| украинцы       | 71            | 34.63             |
| русские        | 46            | 22.44             |
| болгары        | 2             | 0.98              |
| прочие         | 2             | 0.98              |
| Всего          | 205           | 100 %             |